# Dejana Radanović
Dejana Radanović (in serbo Дејана Радановић?; Zrenjanin, 14 maggio 1996) è una tennista serba.

## Carriera
Dejana Radanović ha vinto 12 titoli in singolare e 3 titoli in doppio nel circuito ITF in carriera. Il 2 luglio 2018 si è piazzata in singolare al 187º posto, mentre il 14 giugno 2021 è salita alla posizione numero 398 nel ranking di doppio.

## Statistiche ITF

### Singolare

#### Vittorie (12)
| Torneo $100.000 (0) |
| Torneo $80.000 (0)  |
| Torneo $75.000 (0)  |
| Torneo $60.000 (0)  |
| Torneo $50.000 (0)  |
| Torneo $40.000 (1)  |
| Torneo $25.000 (6)  |
| Torneo $15.000 (4)  |
| Torneo $10.000 (1)  |

| N.  | Data              | Torneo                                     | Superficie  | Avversaria in finale   | Punteggio        |
| 1.  | 2 ottobre 2016    | Sozopol Open, Sozopol                      | Cemento     | Andreea Roșca          | 4-0 rit.         |
| 2.  | 19 febbraio 2017  | GD Tennis Cup, Adalia                      | Terra rossa | Başak Eraydın          | 6-4, 7–6(1)      |
| 3.  | 12 marzo 2017     | Heraklion Hellenic Zeus Circuit, Heraklion | Terra rossa | Giulia Gatto-Monticone | 7-5, 6-3         |
| 4.  | 19 marzo 2017     | Heraklion Hellenic Zeus Circuit, Heraklion | Terra rossa | Raluca Șerban          | 6-4, 7–6(1)      |
| 5.  | 5 maggio 2017     | RWB Ladies Cup, Chimki                     | Cemento     | Anna Morgina           | 6-3, 6-3         |
| 6.  | 18 marzo 2018     | Fuji Yakuhin Cup, Toyota                   | Cemento     | Katherine Sebov        | 6-4, 3-6, 6-4    |
| 7.  | 10 giugno 2018    | Óbidos Ladies Open, Óbidos                 | Sintetico   | Giulia Gatto-Monticone | 6-2, 6-1         |
| 8.  | 17 giugno 2018    | Óbidos Ladies Open, Óbidos                 | Sintetico   | Nuria Párrizas Díaz    | 6-3, 6-3         |
| 9.  | 29 settembre 2019 | Kaposvar Ladies Open, Kaposvár             | Terra rossa | Veronika Erjavec       | 6-2, 6-3         |
| 10. | 26 febbraio 2023  | Magic Tours, Monastir                      | Cemento     | Liu Fangzhou           | 6(4)-7, 6-3, 6-2 |
| 11. | 13 agosto 2023    | Flanders Ladies Trophy Koksijde, Koksijde  | Terra rossa | Hanne Vandewinkel      | 4-6, 7-6(4), 6-2 |
| 12. | 17 settembre 2023 | Skopje Women's, Skopje                     | Terra rossa | Iva Primorać           | 6-1, 6-3         |

#### Sconfitte (12)
| Torneo $100.000 (0) |
| Torneo $80.000 (0)  |
| Torneo $75.000 (0)  |
| Torneo $60.000 (0)  |
| Torneo $50.000 (0)  |
| Torneo $40.000 (1)  |
| Torneo $25.000 (6)  |
| Torneo $15.000 (3)  |
| Torneo $10.000 (2)  |

| N.  | Data              | Torneo                                  | Superficie  | Avversaria in finale | Punteggio        |
| 1.  | 23 agosto 2015    | Vinkovci Open, Vinkovci                 | Terra rossa | Chantal Škamlová     | 6–4, 3–6, 5–7    |
| 2.  | 30 agosto 2015    | ITF Luka Koper Ladies Open, Capodistria | Terra rossa | Julieta Estable      | 6–3, 4–6, 2–6    |
| 3.  | 17 settembre 2016 | Hódmezővásárhely Open, Hódmezővásárhely | Terra rossa | Irina Maria Bara     | 5-7, 4-6         |
| 4.  | 26 febbraio 2017  | GD Tennis Cup, Adalia                   | Terra rossa | Cristina Dinu        | 3-6, 3-6         |
| 5.  | 3 giugno 2018     | Óbidos Ladies Open, Óbidos              | Sintetico   | Katarzyna Kawa       | 6-4, 5-7, 3-6    |
| 6.  | 4 agosto 2019     | Kozerki Open, Grodzisk Mazowiecki       | Terra rossa | Maja Chwalińska      | 6(5)-7, 4-6      |
| 7.  | 26 gennaio 2020   | Tatarstan Open, Kazan'                  | Cemento (i) | Anastasija Zacharova | 3–6, 2–6         |
| 8.  | 6 marzo 2022      | Antalya Series, Adalia                  | Terra rossa | Rosa Vicens Mas      | 4-6, 7-5, 1-6    |
| 9.  | 12 novembre 2023  | Women's Santo Domingo, Santo Domingo    | Cemento     | Ana Sofía Sánchez    | 6-1, 6(0)-7, 2–6 |
| 10. | 3 marzo 2024      | Helsinki Open, Helsinki                 | Cemento (i) | Malene Helgø         | 3-6, 2-6         |
| 11. | 7 settembre 2024  | Naparis Trophy, Slobozia                | Terra rossa | Sada Nahimana        | 4-6, 1-6         |
| 12. | 1º giugno 2025    | Barnes Tennis Centre Open, San Diego    | Cemento     | Katie Swan           | 4-6, 0-6         |

### Doppio

#### Vittorie (3)
| Torneo $100.000 (0) |
| Torneo $80.000 (0)  |
| Torneo $75.000 (0)  |
| Torneo $60.000 (0)  |
| Torneo $50.000 (0)  |
| Torneo $40.000 (0)  |
| Torneo $25.000 (1)  |
| Torneo $15.000 (1)  |
| Torneo $10.000 (1)  |

| N. | Data              | Torneo                       | Superficie  | Compagna          | Avversarie in finale                         | Punteggio |
| 1. | 1º ottobre 2016   | Sozopol Open, Sozopol        | Cemento     | Petia Aršinkova   | Kateřina Kramperová Angelina Žuravleva       | 6-1, 6-3  |
| 2. | 19 settembre 2020 | Zagreb Ladies Open, Zagabria | Terra rossa | Silvia Njirić     | Valentini Grammatikopoulou Ana Sofía Sánchez | 6-1, 6-3  |
| 3. | 8 aprile 2023     | Magic Tours, Monastir        | Cemento     | Elena Milovanović | Wang Jiaqi Yang Yidi                         | w/o       |

#### Sconfitte (1)
| Torneo $100.000 (0) |
| Torneo $80.000 (0)  |
| Torneo $75.000 (0)  |
| Torneo $60.000 (1)  |
| Torneo $50.000 (0)  |
| Torneo $40.000 (0)  |
| Torneo $25.000 (0)  |
| Torneo $15.000 (0)  |
| Torneo $10.000 (0)  |

| N. | Data           | Torneo                        | Superficie  | Compagna      | Avversarie in finale              | Punteggio |
| 1. | 22 giugno 2019 | Macha Lake Open, Staré Splavy | Terra rossa | Kyōka Okamura | Natela Dzalamidze Nina Stojanović | 3–6, 3–6  |